# De Pol (Steenwijkerland)

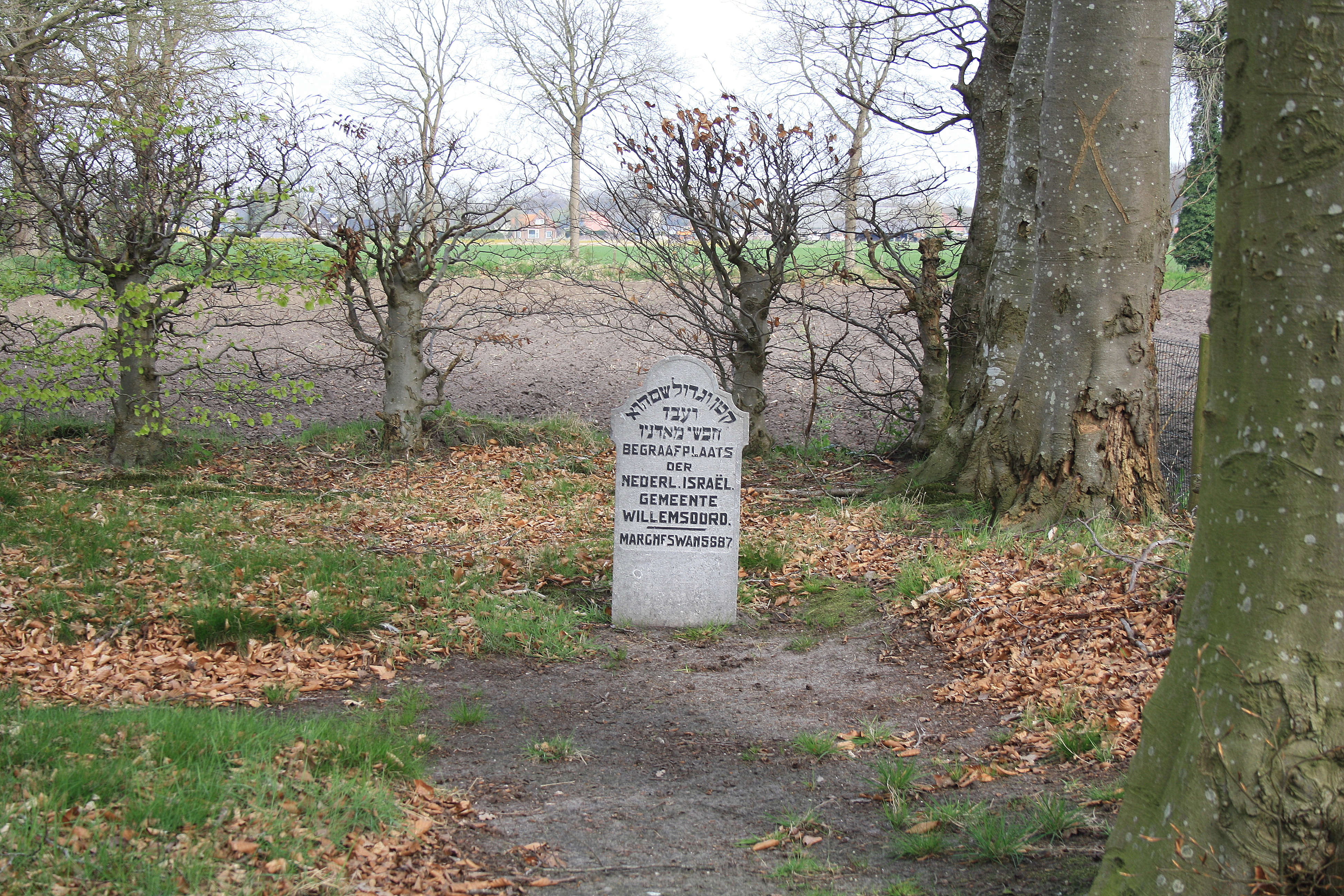
Grafsteen op de Joodse begraafplaats De Pol

De Pol (Nedersaksisch: De Polle) is een buurtschap in de gemeente Steenwijkerland in de Nederlandse provincie Overijssel.
Het ligt ten zuidoosten van Willemsoord. Samen met dit dorp is het verenigd in het 'Dorpsbelang Willemsoord De Pol en Ronde Blesse'. De buurtschap De Pol wordt gekenmerkt door de diverse vakantieparken/campings en heeft een eigen postcode.

## Geschiedenis
In het begin van de 19e eeuw werden er in de provincies Drenthe en Overijssel een viertal kolonies - Frederiksoord, Willemsoord, Wilhelminaoord en Boschoord - gesticht in het kader van de toenmalige armoedebestrijding. In de kolonie in Willemsoord werden ook joodse armen gehuisvest. Voor deze groep werd een aparte buurt gecreëerd, de Jodenpol. Vanuit die tijd stamt de naam van de buurtschap "De Pol". De joodse kolonisten hadden daar op De Pol tussen 1830 en 1890 ruim zestig jaar lang een levendige gemeenschap.
In 1838 werd er voor de joods gemeenschap een school gesticht die tevens diens deed als synagoge. Ten behoeve van school en synagoge werd een rabbi aangesteld. Aan het eind van het dorp is een Joodse begraafplaats, een laatste herinnering aan deze kleine Joodse gemeenschap, die eindigde rond 1890. Op de begraafplaats staat één steen met de Hebreeuwse tekst: De kleine en de grote is daar; en de knecht vrij van zijn heer.
Er zijn 507 namen bekend van deze Joodse gemeenschap, 283 van het manlijke en 224 van het vrouwelijke geslacht, verdeeld over 64 gezinnen en 25 ingedeelden (inwonenden). Tussen 1838 en 1876 was een actief gebruik van de synagoge, de school en badhuis. Er was heel veel verloop door ontslag, verhuizing en desertie. Er was een gebrek aan voldoende motivatie onder de joodse kolonisten. Rond 1845 woonden op het hoogtepunt van de joodse gemeenschap ongeveer 160 bewoners uit 21 gezinnen. In 1885 werd de Israëlitische gemeente te Willemsoord formeel opgeheven. De gebouwen verdwenen toen de leraar werk kreeg in Veenhuizen.